# ジョン・オールデン・ディクス

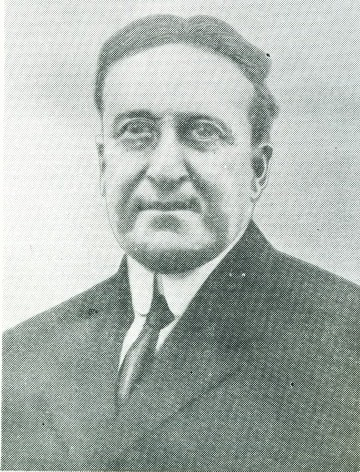
ジョン・ディクスの写真

ジョン・オールデン・ディクス（John Alden Dix, 1860年12月25日 - 1928年4月9日）は、アメリカ合衆国の政治家。1911年から1913年までニューヨーク州知事を務めた。
ディクスは1860年にニューヨーク州ウォーレン郡のグレンズフォールズで生まれ、1928年にニューヨーク市で死去した。ニューヨーク州メナンズのオールバニ田園墓地に埋葬された。
| 公職                  | 公職                                             | 公職                        |
| --------------------- | ------------------------------------------------ | --------------------------- |
| 先代 ホレス・ホワイト | ニューヨーク州知事 1911年1月1日 - 1913年12月31日 | 次代 ウィリアム・ズルツァー |